# Circuit des mines
O Circuit des mines (Circuito dos menores), é uma corrida de ciclismo masculina disputada em Lorena, no leste da França. Criado em 1956, era uma prova aficionada até em 1994. Resultando uma corrida aberta ao profissional em 1995, o Circuito de mines toma o nome de Circuito de Lorena em 2005. Neste mesmo ano, ele íntegra o UCI Europe Tour em categoria 2.1.
Após vários anos de interrupção, o Circuit des mines refaz o seu aparecimento em 2016 no calendário amador das provas "todas categorias".

## História de corrida
O Circuito des mines foi disputado pela primeira vez em 1956. É então uma competição aficionada. Teve lugar todos os anos até em 1971. Entre os vencedores deste período, o neerlandés Fedor den Hertog impõe-se em 1968, ano durante a qual está campeão olímpico de contrarrelógio por equipas, com os demais Joop Zoetemelk. Este último, futuro vencedor do Tour de France, ganha o Circuito des mines em 1969. Depois de seis anos sem competição, o Circuito des mines retoma em 1977, baixo o nome de « Circuito dos menores » com uma classificação geral aos pontos. A classificação ao tempo e o nome de origem são re-adoptados desde o ano seguinte. Em 1995, o Circuito des mines torna-se uma prova « open », aberta aos profissionais. Grégoire Balland, vencedor desta edição, é o último amador a conseguir o Circuito des mines.
Durante a reforma do calendário ciclista internacional do Union cycliste internationale em 1996, o Circuito des mines é categorizado 2.5, o que significa que as equipas de primeira e segundas divisões não podem representar mais de 50 % das equipas presentes, e as equipas de primeira divisão não mais de 30 %. As demais equipas são equipas de clubes e das selecções nacionais. Em 1998, o cazaque Alexandre Vinokourov, néo-profissional nas fileiras da equipa Casino, ganha uma etapa e a classificação geral do Circuito des mines, as suas primeiras vitórias profissionais. O Circuito des mines guarda a mesma categoria até em 2004. No decorrer de 2002, entre as equipas de primeira divisão, apenas as equipas francesas que não figurando entre os dez primeiros da classificação UCI ao finalizar a temporada precedente podem participar
Em 2005, o calendário internacional conhece uma nova reforma com a criação da UCI ProTour e dos circuitos continentais. O Circuito des mines resulta o Circuito de Lorena e desde esse facto parte da UCI Europe Tour em categoria 2.1. É portanto aberto aos UCI ProTeams no limite de 50 % das equipas concorrentes, às equipas continentais profissionais, às equipas continentais e a equipas nacionais.
Apesar da parada da cooperação do conselho regional no fim de 2011, a prova tem podido ter lugar na primavera de 2012. Um tempo considerado, a solução de fazer passar a prova nos dois ou três dias em 2013 não tem sido retida, treinando a suspensão da prova. A prova é relançada finalmente em 2016 por Jean-Jacques Boschetti e a Associação do Circuito des mines. Está prevista numa jornada para uma distância de 158 quilómetros.

## Palmarés
| Ano                | Ganhador               | Segundo               | Terceiro              |
| ------------------ | ---------------------- | --------------------- | --------------------- |
| Circuito des mines |                        |                       |                       |
| 1956               | Pierre Lambolez        | Paul Berné            | Bernard Linder        |
| 1957               | Henri Wasilewski       | Pierre Lambolez       | Paul Fallot           |
| 1958               | René Ostertag          | Guido Anzile          | Marcel Hocquaux       |
| 1959               | Natais Chavy           | Henri Guillier        | François Gehlhausen   |
| 1960               | Marcel Hocquaux        | Roger Castel          | Mario Zuliani         |
| 1961               | Robert Duveau          | René Ostertag         | Albert Platel         |
| 1962               | Guido Anzile           | Marcel Hocquaux       | Desejado Cartigny     |
| 1963               | Elio Gerussi           | Burkhard Ebert        | Marcel Hocquaux       |
| 1964               | Jean-Pierre Magnien    | Léopold Vergauwe      | Nicolò Manzo          |
| 1965               | Maurice Izier          | René Bingelli         | Daniel Labrouille     |
| 1966               | Jan van der Horst      | Nol Kloostermann      | André Wilhelm         |
| 1967               | Joseph Engalanado      | Derek Harrisson       | René Grelin           |
| 1968               | Fedor den Hertog       | Erwin Thalmann        | Martin Gombert        |
| 1969               | Joop Zoetemelk         | Jean-Pierre Boulard   | Matthijs de Koning    |
| 1970               | Andrejz Kaczmarek      | Jan Stachura          | Amável Denhez         |
| 1971               | Matthijs de Koning     | Arie Hassink          | Gerrie Knetemann      |
| 1972-1976          | Não organizado         | Não organizado        | Não organizado        |
| 1977               | Johan van den Meer     | Jacques Desportes     | Daniel Wiesner        |
| 1978               | Gerrit Mak             | Adri van Opdorp       | Jan de Nijs           |
| 1979               | Anthony Doyle          | Christian Poulignot   | Alain Coppel          |
| 1980               | Frédéric Vichot        | Pascal Guyot          | Roberto Rastello      |
| 1981               | Régis Simon            | Teun van Vliet        | Patrice Boulard       |
| 1982               | Jean-Paul Hosotte      | Mathieu Hermans       | Patrick Hosotte       |
| 1983               | Zbigniew Krasniak      | Arie Hassink          | Patrick Hosotte       |
| 1984               | Teun van Vliet         | Darryl Webster        | Zbigniew Krasniak     |
| 1985               | Pascal Lance           | Paul Curran           | Peter Longbottom      |
| 1986               | Paul Curran            | René Bittinger        | John Tonks            |
| 1987               | Gilles Figue           | Michel Friedmann      | John Carlsen          |
| 1988               | Pascal Lance           | Paul Curran           | Lutz Nippen           |
| 1989               | Bruno Huger            | Eric Cent             | Zbigniew Krasniak     |
| 1990               | Régis Simon            | Dominique Chignoli    | Andrzej Meućkowski    |
| 1991               | Nikolai Galitchanine   | Pascal Deramé         | Youri Sourkov         |
| 1992               | Diego Ferrari          | Jean-Pierre Bourgeot  | Jean-Philippe Duracka |
| 1993               | Jean-Christophe Currit | Denis Leproux         | Saulius Šarkauskas    |
| 1994               | Christophe Mengin      | Piotr Wadecki         | Jonas Romanovas       |
| 1995               | Grégoire Balland       | Sergueï Ivanov        | Jurgen Gilsing        |
| 1996               | Stefano Dante          | Sergueï Ivanov        | Marc Streel           |
| 1997               | Eddy Seigneur          | Denis Leproux         | Frédéric Gabriel      |
| 1998               | Alexandre Vinokourov   | Michael Sandstød      | Damien Nazon          |
| 1999               | Arteūraso Kasputis     | Christophe Oriol      | Zbigniew Piątek       |
| 2000               | Nicki Sørensen         | Gilles Maignan        | Stéphane Bergès       |
| 2001               | Chris Newton           | Daniel Schnider       | Nathan O'Neill        |
| 2002               | Giampaolo Cheula       | Morten Sonne          | Andy Flickinger       |
| 2003               | Guillaume Auger        | Émilien-Benoît Bergès | Andrey Pitchelkin     |
| 2004               | Joost Posthuma         | Jukka Vastaranta      | Lars Boom             |
| Circuito de Lorena |                        |                       |                       |
| 2005               | Andris Naudužs         | Koji Fukushima        | Sven Renders          |
| 2006               | Mauricio Soler         | Eddy Ratti            | Eduardo Gonzalo       |
| 2007               | Jörg Jaksche           | Martijn Maaskant      | Eduardo Gonzalo       |
| 2008               | Steve Chainel          | Jonathan Hivert       | Hannes Blank          |
| 2009               | Matteo Carrara         | Maxime Méderel        | José Mendes           |
| 2010               | Fabio Felline          | Pierre Rolland        | Matteo Carrara        |
| 2011               | Anthony Roux           | Thomas De Gendt       | Julien Simon          |
| 2012               | Nacer Bouhanni         | Steven Tronet         | Marco Marcato         |
| 2013-2015          | Não se disputou        | Não se disputou       | Não se disputou       |
| Circuito des mines |                        |                       |                       |
| 2016               | Jérémy Cabot           | Camille Thominet      | Jonathan Michler      |
| 2017               | Mathieu Rigollot       | Mathieu Pellegrin     | Anthony Pinaud        |
| 2018               | Kévin Avoine           | Guillaume Hutin       | Mathieu Rigollot      |
| 2019.              | Maxime Éloy            | Baptiste Deman        | Steve Chainel         |